# Trattato di Schönbrunn
Il trattato di Schönbrunn, a volte richiamato come trattato di Vienna, fu un trattato di pace concluso il 14 ottobre 1809 fra Napoleone I e Francesco I.
Venne firmato il 14 ottobre 1809 nel castello di Schönbrunn, presso Vienna, dai delegati degli imperi francese ed austriaco, a conclusione della guerra della quinta coalizione.

## Descrizione
Dopo la sconfitta subita a Wagram, l'Arciduca Carlo d'Asburgo, conscio della fragilità di quanto restava del suo esercito, siglò un armistizio con la Francia. Le trattative di pace tra le due potenze si tennero nell'ottobre 1809 nel castello di Schönbrunn, presso Vienna. Napoleone impose all'Austria condizioni particolarmente onerose: Francesco I fu costretto a riconoscere Giuseppe Bonaparte, fratello di Napoleone, quale legittimo sovrano di Spagna. Concesse parte della Galizia al Ducato di Varsavia e il granducato di Salisburgo al Regno di Baviera, che a sua volta cedeva il Trentino al Regno d'Italia; a quest'ultima veniva però sottratta la Dalmazia, chiamata a comporre, con Trieste e la parte della Croazia a sud del fiume Sava - cedute sempre dall'Austria - le cosiddette Province Illiriche dell'Impero. Con la perdita dei territori dalmati e istriani il Regno d'Italia, seppur ingrandito in direzione delle Alpi,  si vide privato di una proiezione commerciale in chiave adriatica e ridotto a una mera pedina sullo scacchiere europeo ridisegnato da Napoleone.
Al termine di questa riconfigurazione complessiva della carta geografica dell'Europa centrale, l'imperatore d'Austria si impegnava anche a pagare una grande indennità di guerra e a  ridurre gli effettivi del proprio esercito a 150.000 uomini e acconsentiva a entrare a far parte parte del sistema economico contro l'Inghilterra.

## Conseguenze
Se per l'Austria le condizioni del trattato erano disastrose, il nuovo ministro degli esteri di Francesco I, il principe di Metternich, che a suo tempo non aveva risparmiato critiche alla decisione della corte di Vienna di aderire alla Quinta coalizione, riteneva che non ci fossero per il momento valide alternative e che solo una futura ripresa delle ostilità tra Francia e Russia avrebbe potuto creare le condizioni per una ripresa dell'iniziativa austriaca.
Il trattato segnò l'apice delle fortune di Napoleone in Europa e fu seguito da un breve periodo di strette relazioni tra Francia e Austria, culminato nel matrimonio tra Napoleone e Maria Luisa d'Asburgo-Lorena (1810).